# Skrzybowce (stacja kolejowa)
Skrzybowce (biał. Скрыбаўцы, ros. Скрибовцы) – stacja kolejowa w miejscowości Skrzybowce, w rejonie szczuczyńskim, w obwodzie grodzieńskim, na Białorusi.
Stacja istniała przed II wojną światową.